# Laelida alboochracea
Laelida alboochracea är en skalbaggsart som beskrevs av Hüdepohl 1998. Laelida alboochracea ingår i släktet Laelida och familjen långhorningar. Inga underarter finns listade i Catalogue of Life.